# 外藩蒙古
外藩蒙古（がいはんもうこ、満洲語: ᡨᡠᠯᡝᠷᡤᡞ
ᡤᠣᠯᠣᡞ
ᠮᠣᠩᡤᠣ　転写：tulergi goloi monggo）は、清朝に臣従したモンゴル人のうち、モンゴル草原の一角において固有の部族組織を持ち、ボルジギン氏・非ボルジギン氏の子孫のモンゴル人貴族の統治を受ける諸部族である。皇帝に直属する八旗蒙古および内属蒙古（チャハル部とトゥメト部の2部）を例外とする、清朝治下のモンゴル全諸侯、全部族を包括する概念である。
トゥルファン盆地、タリム盆地のオアシス都市群からなる「回部」、チベットの西南部の2分の1程を占める「西蔵部」などともに「藩部」を構成した。

## ダイチン国（清朝）のモンゴル支配体制
ダイチン国（清朝）支配下のモンゴル人は、皇帝に直属する八旗蒙古・内属蒙古と、世襲で草原の領地と牧民を統治するモンゴル諸侯たち（外藩蒙古）の3種類に区分された。
「八旗蒙古」は、古くからアイシンギョロ家に臣従し、満洲人たちとほぼ同等の待遇を受け、官僚として王朝に仕えた人々。
「内属蒙古」は、首長家が取り潰されて清朝皇帝直属となった部族で、モンゴル草原の一角において固有の部族組織を維持しつつ、皇帝の直属下に置かれた。チンギス・ハン一族の旧宗家の領民だったチャハル部と、準宗家のアルタン・ハン一族の旧領民の帰化城トゥメト部とがある。
清朝に臣従したのち、清朝から牧地を指定され、世襲で領主・貴族としての地位をうけたすべての諸功が外藩蒙古に分類される。

## 外藩蒙古に対する法制上の分類
清朝自身がモンゴルに対して行った法制上の区分は、皇帝に直属する「八旗蒙古」・「内属蒙古」（チャハル部とトゥメト部）と、それ以外の全諸侯・全部族からなる外藩蒙古という分類である。「八旗蒙古」には固有の領域はなく、「内属蒙古」のチャハル部・トゥメト部は、山西省、直隷省と万里の長城を挟んで向き合う草原の一角を占めるのみで、草原の領地と領民を世襲で支配するモンゴル諸侯たちは一律にすべて外藩蒙古に分類された。

### 理藩院（理藩部）の法典による「外藩蒙古」の分類
外藩蒙古は法制上さらに「内ジャサク六盟四十九旗」と「外ジャサク四部落等処一百五十旗」とに大別される。
内ジャサク（dorgi Jasak、内扎薩克）に分類される諸侯はダイチン国（清朝）の建国初期（17世紀初頭-1636年）に服属したものたちで、その分布は西は現在のフフホト市から東はヒンガン盟にいたる、今日の内蒙古自治区の中央部を占める。
「外ジャサク四部落等処」に分類されるのは1693年以降に清朝に服属した諸侯で、今日の内モンゴル自治区の東部（フルンボイル市）や西部（アルシャー盟）、現モンゴル国、現新疆・青海などに居住した諸侯をさす。
清朝における「藩部」の法典のうち、最後に編纂された『欽定理藩部則例』(1908)は、外藩蒙古を「内ジャサク六盟四十九旗」と「外ジャサク四部落等処一百五十旗」に2分している。その詳細は以下のとおり。
- 「内ジャサク六盟四十九旗」

1. ジェリム盟（哲里木盟）十旗
2. ジョソト盟（卓索図盟）五旗
3. ジョーオダ盟（昭烏達盟）十一旗
4. シリンゴル盟（錫林郭勒盟）十旗
5. ウランチャブ盟（烏蘭察布盟）六旗
6. イフ・ジョー盟（伊克昭盟）七旗

- 「外ジャサク四部落等処一百五十旗」

1. 喀爾喀汗山盟圖什業圖汗部落二十旗 (現モンゴル国所属)
2. 喀爾喀克魯倫巴爾城盟車臣汗部落二十三旗 (現モンゴル国所属)
3. 喀爾喀扎克河源畢都哩雅諾爾盟扎薩克圖汗部落十九旗 (現モンゴル国所属)
4. 喀爾喀齊齊爾哩克盟三音諾彦部落汗二十四旗 (現モンゴル国所属)
5. 駐箚西寧辦事大臣所屬二十九旗 (現中国（青海省）所属)
6. ホブド（科布多）参賛大臣所屬十九旗 (現モンゴル国）所属)
7. イリ（伊犁）将軍所屬十三旗 (現中国（新疆ウイグル自治区）所属)
8. 陝甘総督所屬額濟納舊土爾扈特扎薩克多羅貝勒一旗 (現中国（内モンゴル自治区）所属)
9. 駐箚寧夏理事司員所屬阿拉善霍碩特扎薩克和碩親王一旗 (現中国（内モンゴル自治区）所属)
10. 黒龍江将軍所屬伊柯明安額嚕特扎薩克頭等台吉一旗 (現中国（内モンゴル自治区）所属)

に区分している。
以上のほかにも清朝に臣従したモンゴル系の集団としては、青海地方の玉樹四十族の一部には青海トゥメト部の末裔があり、ダンラ山脈をはさんで玉樹四十族の南方にはモンゴル系のホル三十九族、ダム草原にはオイラト系の達木蒙古が分布するが、これらの集団の首長達は外藩蒙古には含まれない。

### 日本における「清朝による蒙古の分類」の紹介
日本で最初に清朝の法令を体系的に紹介した『清国行政法』は「蒙古」を「外蒙古」、「内蒙古」、「青海蒙古」の三種に区分しているが、上述した清朝法令における実際の分類とは、区分の方式も呼称も一致していない。

## アイシンギョロ氏のモンゴル征服
1691年にドローン･ノール会盟によって康熙帝はハルハ王家よりモンゴル皇帝に推認され、ハルハを初めとする外蒙古は清朝皇帝から爵位をもらうという形でハルハ王家が自治統治する保護領となった。